# Latere Gupta's

India na het ineenstorten van het Guptarijk rond 550, met het gebied van de Latere Gupta's in het paars.

De Latere Gupta's waren een 6e- tot 8e-eeuwse koninklijke dynastie in het noorden van India, die machtsbases in Magadha en Malwa hadden. Ondanks de naam waren de Latere Gupta's waarschijnlijk niet verwant aan de Guptakeizers die tot halverwege de 6e eeuw vanuit Magadha regeerden. Door de ineenstorting van het Guptarijk werden verschillende dynastieën van lokale gouverneurs onafhankelijk. Aanvankelijk waren de Maukhari's in het westen en de Latere Gupta's in het oosten daarvan de belangrijkste in de Gangesvlakte. Hoewel de globale opeenvolging van gebeurtenissen te herleiden valt uit archeologische vondsten en inscripties, ontbreekt het aan voldoende informatie om de geschiedenis van de dynastie in detail te reconstrueren.

## Geschiedenis
De stichter van de Latere Guptadynastie was Krishnagupta, die werd opgevolgd door Harshagupta en Jivitagupta I. De laatste voerde rond 530-540 militaire campagnes in Bengalen en Nepal, wellicht nog als ondergeschikte van de Guptakeizer. Zijn opvolger Kumaragupta opereerde echter zelfstandig. Hoe de laatste Guptakeizer ten einde kwam en of Kumaragupta daar een rol bij speelde is onbekend. Hoewel de relaties met de Maukhari's aanvankelijk goed waren, waren de twee dynastieën nu rivalen geworden. Kumaragupta wist de koning van de Maukhari's, Isanavarman, te verslaan en trok waarschijnlijk op tot in de omgeving van Prayaga (Allahabad). Zijn rijk besloeg waarschijnlijk naast Magadha en Malwa ook het noorden van Bengalen. Later sneuvelden zowel Kumaragupta als zijn opvolger Damodaragupta echter in de strijd.
De Latere Gupta's bereikten een hoogtepunt onder Mahasenagupta, die rond 575 de Varmandynastie van Kamarupa (Assam) onderwierp. Mahasenagupta's succes was echter van korte duur, want rond 590 raakte hij in oorlog met Shashanka, de koning van Gauda. Shashanka was eerder ofwel een bondgenoot, ofwel een vazal van Mahasenagupta. Wegens de gezamenlijke bedreiging van Gauda, de Maukhari's en de in opstand gekomen Varmans, moest Mahasenagupta zich terugtrekken naar Vidisha in Malwa. Dit gebied werd echter vanuit het zuiden ook bedreigd, door de Kalachuri's, en mogelijk ook door de Chalukya's onder koning Kirtivarman I. De Kalachuri's namen Vidisha in rond 608-609, en Ujjain viel rond 616-617 in handen van de Maitraka's. Mahasenagupta's familie vluchtte naar het hof van Harsha, een bondgenoot van de Maukhari's die het gebied rond Thaneswar en Mathura regeerde. Harsha veroverde in de daaropvolgende decennia een groot rijk dat vrijwel het hele noorden van India besloeg. Alleen Shashanka bleef tot zijn dood verzet bieden, maar daarna nam Harsha ook Bengalen in. Harsha stelde een zoon van Mahasenagupta, Madhavagupta, aan als zijn vazal in Magadha.
Na de dood van Harsha in 647 viel zijn rijk uiteen. Ook de Latere Gupta's werden weer zelfstandig. Madhavagupta's opvolger Adityasena (±650 - ±675) was de eerste Latere Gupta die zichzelf "maharajadhiraja" ("keizer") liet noemen. Zijn rijk besloeg het gehele oostelijke deel van de Gangesvlakte tot de Golf van Bengalen. Zijn opvolgers Devagupta, Vishnugupta en Jivitagupta II regeerden dit gebied tot rond 735, toen Jivitagupta II werd verslagen door Yasovarman van Kannauj. Aangezien Jivitagupta II geen opvolgers had kwam daarmee een einde aan de dynastie.